# Take My Life, Please
«Take My Life, Please», titulado «Cambia mi vida, por favor» en Hispanoamérica y «Quíteme la vida, por favor» en España, es un episodio perteneciente a la vigésima temporada de la serie de televisión de dibujos animados Los Simpson, estrenado el 15 de febrero de 2009 en Estados Unidos. Su estreno en Hispanoamérica fue el 21 de junio de 2009 y el episodio fue escrito por Don Payne y Steve Dean Moore. Es el primer episodio de la serie emitido en alta definición y el primero desde «Bart Gets An F» en tener una nueva secuencia de apertura.

## Sinopsis
Todo comienza con un paseo de la familia Simpson en medio de Springfield y pasan por el "Springfield Wall of Fame" donde varios personajes de los Simpson se encontraban allí y entre ellos figuraba el nombre de un hombre llamado Vance Connor, y al verlo Homer se siente celoso y empieza a contar la historia de cómo había competido contra Vance en las elecciones para presidente de la clase durante la escuela secundaria, perdiendo finalmente las elecciones por lo cual, termina rencoroso por su pasado. Más tarde, en la taberna de Moe, Homer empieza a quejarse tanto que Carl y Lenny le confiesan a Homer que su antiguo director de la escuela secundaria los había obligado a enterrar la urna que contenía los votos de la elección. Al Gore, que se encuentra en la taberna, le dice que podría superar la derrota, ya que él había perdido las elecciones presidenciales de 2000 y luego había ganado el Premio Nobel.
Después de que Homer y Lenny desentierran la urna, Lisa cuenta cada uno los votos, y Homer se sorprende al descubrir que la cantidad de votos lo dan a él como ganador. Indignado, encuentra a su antiguo director en un asilo, quien le explica por qué había tenido que ocultar la urna: dos estudiantes atletas les habían pedido a sus compañeros que votasen por Homer para que, después de que ganase, pudiesen burlarse de él durante todo el tiempo que les restara en la escuela secundaria y luego en las reuniones de graduados.
Los Simpson, luego, van a cenar al restaurante Luigi's, en donde Homer continúa sintiéndose mal. Luigi Risotto le presenta a uno de los cocineros, quien, según él, puede relatar cómo habría sido la vida de una persona preparando una salsa de tomate de una forma específica. Utilizando la salsa mágica, ayuda a Homer a que vea cómo podría haber sido su vida si hubiese ganado las elecciones: sería rico, Marge sería más bella y no tendrían hijos, porque habrían utilizado la protección adecuada el cual, sería la razón por la que Homer se siento más deprimido: El hecho de tener hijos.
Homer se deprime después de ver que su vida podría haber sido mucho mejor si hubiese ganado, e incluso salta en el recipiente para tratar de "vivir en la salsa". Para evitar la desilusión, Homer acepta ir con Marge al Centro Comercial de Springfield, y nuevamente pasan por el "Springfield Wall of Fame" en donde habían incluido su nombre aunque Homer se pregunta por qué su placa tenía una grieta (la cual, fue provocada para poner la placa de Homer y ésta que, reemplaza a la de Seymour Skinner). Mientras Homer se pregunta por su placa, un niño, luego, le pide sacarse una fotografía con él por cuanto ya era famoso. Homer, mucho más feliz, va a un restaurante coreano, el cual Bart describe como "un lugar en el que se vende carne que predice la fecha de tu muerte".

## Producción

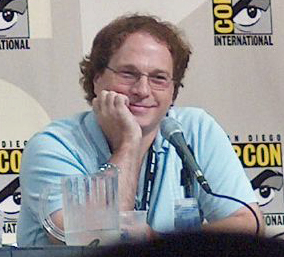
Don Payne fue el guionista encargado de escribir este episodio.

Take My Life, Please fue escrito por Don Payne y dirigido por Steven Dean Moore. Fue el primer episodio de Los Simpson en emitirse en alta definición, aunque no fue la primera vez que se utilizó, ya que la película ya se había grabado en alta definición. Para completar el nuevo sistema, se creó una nueva secuencia de presentación. Fue el primer cambio grande y permanente en la secuencia de presentación del programa desde el primer episodio de la segunda temporada; previamente ya se habían incluido variaciones en la duración de la introducción, y se habían hecho secuencias especiales para los especiales de Halloween y para otros casos. Esta nueva secuencia de presentación también incluye animación en 3D cuando la cámara hace un plano general sobre Springfield. Matt Groening, el creador de Los Simpson, le dijo al periódico New York Post: "Las nubes del principio de la secuencia de presentación nunca me habían gustado. Mis instrucciones originales hacia los animadores eran que hiciesen a las nubes lo más realistas que fuese posible, y que a través de las nubes pudiésemos entrar al universo de Los Simpson. Finalmente, después de un par de décadas, se acercaron a lo que tenía en mente. No es perfecto, pero es mejor".